# The Vandals
The Vandals sind eine 1980 gegründete, US-amerikanische Punkband aus Huntington Beach.
Nach einigen Besetzungswechseln besteht die Besetzung seit Ende der 1980er-Jahre aus Dave Quackenbush (Gesang), Warren Fitzgerald (Gitarre), Joe Escalante (Bass) und Josh Freese (Schlagzeug). Allein Joe Escalante ist noch von der Ursprungsbesetzung übrig. Er betreibt das Musiklabel Kung Fu Records, auf dem die Band einige ihrer Alben veröffentlichte. 2007 traten sie auf der Warped Tour auf.

## Diskografie
- 1983: Peace Thru Vandalism (EP, Epitaph Records)
- 1984: When in Rome Do as The Vandals (Time Bomb Records)
- 1989: Slippery When Ill (Restless Records)
- 1991: Fear of a Punk Planet (Triple X Records)
- 1991: Sweatin’ to the Oldies (Triple X Records)
- 1995: Live Fast Diarrhea (Nitro Records)
- 1996: The Quickening (Nitro Records)
- 1996: Christmas with the Vandals (Kung Fu Records)
- 1997: Oi to the World! (Kung Fu Records)
- 1998: Hitler Bad, Vandals Good (Nitro Records)
- 2000: Look What I Almost Stepped In (Nitro Records)
- 2002: Internet Dating Superstuds (Kung Fu Records)
- 2004: Hollywood Potato Chip (Kung Fu Records)
- 2005: Shingo Japanese Remix Album (Kung Fu Records)
- 2008: BBC Sessions And Other Polished Turds (Kung Fu Records)